# 北達科他州州旗

北達科他州州旗，比例約為3:5

北達科他州州旗以藍色為底，中央為一隻爪持橄欖枝條和一把弓箭的白頭海鵰（常被誤為是禿鷲），白頭海鵰的嘴中叼著寫著「合眾為一」（拉丁語：E pluribus unum，美國國徽也使用了此格言）的紅色緞帶。白頭海鵰胸前的盾牌有類似於美國國旗的13道紅白相間的條紋，象徵美國建國時的13州。下方的捲軸則寫有州名「北達科他」字樣。此旗幟在1911年3月3日被正式採用。